# Јаутепек де Зарагоза (Јаутепек)
Јаутепек де Зарагоза (шп. Yautepec de Zaragoza) насеље је у Мексику у савезној држави Морелос у општини Јаутепек. Насеље се налази на надморској висини од 1210 м.

## Становништво
Према подацима из 2010. године у насељу је живело 42731 становника.

### Хронологија
| Година       | 2000                  | 2005                  | 2010                  |
| ------------ | --------------------- | --------------------- | --------------------- |
| Становништво | 38380 (18583 / 19797) | 39861 (19243 / 20618) | 42731 (20720 / 22011) |

### Попис
| \| \| м \| \| \| ж \| \| 0—2 \| 1.234 \| \| \| 1.095 \| \| 3—5 \| 1.218 \| \| \| 1.208 \| \| 6—11 \| 2.611 \| \| \| 2.471 \| \| 12—14 \| 1.247 \| \| \| 1.234 \| \| 15—17 \| 1.279 \| \| \| 1.339 \| \| 18—24 \| 2.679 \| \| \| 2.667 \| \| 60+ \| 2.001 \| \| \| 2.230 \| \| Просек : \| 28,8 \| \| \| 30,2 \| |       |  |  |       |
| |       |  |  |       |
| | м     |  |  | ж     |
| 0—2 | 1.234 |  |  | 1.095 |
| 3—5 | 1.218 |  |  | 1.208 |
| 6—11 | 2.611 |  |  | 2.471 |
| 12—14 | 1.247 |  |  | 1.234 |
| 15—17 | 1.279 |  |  | 1.339 |
| 18—24 | 2.679 |  |  | 2.667 |
| 60+ | 2.001 |  |  | 2.230 |
| Просек : | 28,8  |  |  | 30,2  |

| #   | Индикатор                                                                                        | Вредност |
| --- | ------------------------------------------------------------------------------------------------ | -------- |
| 1   | Становништво од 0 до 2 године                                                                    | 2329     |
| 2   | Мушко становништво од 0 до 2 године                                                              | 1234     |
| 3   | Женско становништво од 0 до 2 године                                                             | 1095     |
| 4   | Становништво са 3 и више година                                                                  | 40032    |
| 5   | Мушко становништво са 3 и више година                                                            | 19299    |
| 6   | Женско становништво са 3 и више година                                                           | 20733    |
| 7   | Становништво са 5 и више година                                                                  | 38441    |
| 8   | Мушко становништво са 5 и више година                                                            | 18497    |
| 9   | Женско становништво са 5 и више година                                                           | 19944    |
| 10  | Становништво са 12 и више година                                                                 | 32524    |
| 11  | Мушко становништво са 12 и више година                                                           | 15470    |
| 12  | Женско становништво са 12 и више година                                                          | 17054    |
| 13  | Становништво са 15 и више година                                                                 | 30043    |
| 14  | Мушко становништво са 15 и више година                                                           | 14223    |
| 15  | Женско становништво са 15 и више година                                                          | 15820    |
| 16  | Становништво са 18 и више година                                                                 | 27425    |
| 17  | Мушко становништво са 18 и више година                                                           | 12944    |
| 18  | Женско становништво са 18 и више година                                                          | 14481    |
| 19  | Становништво од 3 до 5 година                                                                    | 2426     |
| 20  | Мушко становништво од 3 до 5 година                                                              | 1218     |
| 21  | Женско становништво од 3 до 5 година                                                             | 1208     |
| 22  | Становништво од 6 до 11 година                                                                   | 5082     |
| 23  | Мушко становништво од 6 до 11 година                                                             | 2611     |
| 24  | Женско становништво од 6 до 11 година                                                            | 2471     |
| 25  | Становништво од 8 до 14 година                                                                   | 5879     |
| 26  | Мушко становништво од 8 до 14 година                                                             | 2969     |
| 27  | Женско становништво од 8 до 14 година                                                            | 2910     |
| 28  | Становништво од 12 до 14 година                                                                  | 2481     |
| 29  | Мушко становништво од 12 до 14 година                                                            | 1247     |
| 30  | Женско становништво од 12 до 14 година                                                           | 1234     |
| 31  | Становништво од 15 до 17 година                                                                  | 2618     |
| 32  | Мушко становништво од 15 до 17 година                                                            | 1279     |
| 33  | Женско становништво од 15 до 17 година                                                           | 1339     |
| 34  | Становништво од 18 до 24 године                                                                  | 5346     |
| 35  | Мушко становништво од 18 до 24 године                                                            | 2679     |
| 36  | Женско становништво од 18 до 24 године                                                           | 2667     |
| 37  | Женско становништво од 15 до 49 година                                                           | 11660    |
| 38  | Становништво са 60 и више година                                                                 | 4231     |
| 39  | Мушко становништво са 60 и више година                                                           | 2001     |
| 40  | Женско становништво са 60 и више година                                                          | 2230     |
| 41  | Однос између мушкараца и жена                                                                    | 94.13    |
| 42  | Становништво од нуле до 14 година                                                                | 12318    |
| 43  | Становништво од 15 до 64 године                                                                  | 27068    |
| 44  | Становништво од 65 година и више                                                                 | 2975     |
| 45  | Просечан број деце                                                                               | 2.33     |
| 46  | Становништво рођено у ентитету                                                                   | 31892    |
| 47  | Мушко становништво рођено у ентитету                                                             | 15571    |
| 48  | Женско становништво рођено у ентитету                                                            | 16321    |
| 49  | Становништво рођено у другом ентитету                                                            | 10075    |
| 50  | Мушко становништво рођено у другом ентитету                                                      | 4757     |
| 51  | Женско становништво рођено у другом ентитету                                                     | 5318     |
| 52  | Становништво од 5 година и више резидентно у ентитету у јуну 2005. године                        | 35982    |
| 53  | Мушко становништво старосног доба од 5 година и више, резидентно у ентитету у јуну 2005. године  | 17167    |
| 54  | Женско становништво старосног доба од 5 и више година, резидентно у ентитету у јуну 2005. године | 18815    |
| 55  | Становништво од 5 година и више које је живело у другом ентитету у јуну 2005. године             | 1766     |
| 56  | Мушко становништво старије од 5 година које је живело у другом ентитету у јуну 2005. године      | 888      |
| 57  | Женско становништво старије од 5 година које је живело у другом ентитету у јуну 2005. године     | 878      |
| 58  | Становништво од 3 године и више које говори аутохтони језик                                      | 318      |
| 59  | Мушко становништво старо 3 године и више које говори аутохтони језик                             | 156      |
| 60  | Женско становништво старо 3 године и више које говори аутохтони језик                            | 162      |
| 61  | Становништво од 3 године и више које говори аутохтони језик и не говори шпански језик            | 2        |
| 62  | Мушко становништво старо 3 године и више које говори аутохтони језик и не говори шпански         | 0        |
| 63  | Женско становништво старо 3 године и више које говори аутохтони језик и не говори шпански језик  | 2        |
| 64  | Становништво старо 3 године и више које говори аутохтони језик и шпански                         | 248      |
| 65  | Мушко становништво старо 3 године и више које говори аутохтони језик и шпански                   | 117      |
| 66  | Женско становништво старо 3 године и више које говори аутохтони језик и шпански                  | 131      |
| 67  | Становништво од 5 година и више које говори аутохтони језик                                      | 317      |
| 68  | Становништво од 5 година и више које говори аутохтони језик и не говори шпански језик            | 2        |
| 69  | Становништво од 5 година и више које говори аутохтони језик и говори шпански језик               | 248      |
| 70  | Становништво у домородачким домаћинствима                                                        | 842      |
| 71  | Становништво са ограничењима у активностима                                                      | 1970     |
| 72  | Становништво са ограниченим ходањем или кретањем, горе или доле                                  | 1144     |
| 73  | Становници са ограничењима вида, чак и уз кориштење сочива                                       | 571      |
| 74  | Становништво са ограничењима говора, комуникације или конверзације                               | 213      |
| 75  | Становништво са ограниченим слухом                                                               | 243      |
| 76  | Становништво са ограничењима при одевању, купању или јелу                                        | 123      |
| 77  | Становништво са ограничењима у опажању или учењу једноставних ствари                             | 84       |
| 78  | Становништво са менталним ограничењима                                                           | 164      |
| 79  | Становништво без ограничења активности                                                           | 40173    |
| 80  | Становништво од 3 до 5 година које не похађа школу                                               | 1307     |
| 81  | Мушко становништво од 3 до 5 година које не похађа школу                                         | 664      |
| 82  | Женско становништво од 3 до 5 година које не похађа школу                                        | 643      |
| 83  | Становништво од 6 до 11 година које не похађа школу                                              | 184      |
| 84  | Мушко становништво од 6 до 11 година које не похађа школу                                        | 107      |
| 85  | Женско становништво од 6 до 11 година које не похађа школу                                       | 77       |
| 86  | Становништво од 12 до 14 година које не похађа школу                                             | 236      |
| 87  | Мушко становништво од 12 до 14 година које не похађа школу                                       | 131      |
| 88  | Женско становништво од 12 до 14 година које не похађа школу                                      | 105      |
| 89  | Становништво од 15 до 17 година похађа школу                                                     | 1679     |
| 90  | Мушко становништво од 15 до 17 година похађа школу                                               | 779      |
| 91  | Женско становништво између 15 и 17 година живота у школи                                         | 900      |
| 92  | Становништво од 18 до 24 године похађа школу                                                     | 1345     |
| 93  | Мушко становништво од 18 до 24 године похађа школу                                               | 650      |
| 94  | Женско становништво од 18 до 24 године похађа школу                                              | 695      |
| 95  | Становништво од 8 до 14 година које не може да чита и пише                                       | 162      |
| 96  | Мушко становништво старосног доба од 8 до 14 година које не може да чита и пише                  | 100      |
| 97  | Женско становништво старосног доби од 8 до 14 година које не може да чита и пише                 | 62       |
| 98  | Становништво од 15 година и више које је неписмено                                               | 1642     |
| 99  | Мушко становништво од 15 година и више које је неписмено                                         | 635      |
| 100 | Женско становништво од 15 година и више које је неписмено                                        | 1007     |
| 101 | Становништво старо 15 и више година без школовања                                                | 1958     |
| 102 | Мушко становништво старо 15 и више година без школовања                                          | 822      |
| 103 | Женско становништво старо 15 и више година без школовања                                         | 1136     |
| 104 | Становништво старосног доба 15 и више година са непотпуним основним образовањем                  | 2847     |
| 105 | Мушко становништво старосног доба од 15 година и више са непотпуном основним образовањем         | 1339     |
| 106 | Женско становништво старосног доба 15 и више година са непотпуном основним образовањем           | 1508     |
| 107 | Становништво старо 15 и више година са комплетним основним образовањем                           | 4208     |
| 108 | Мушко становништво старо 15 година и више са комплетним основним образовањем                     | 2027     |
| 109 | Женско становништво старо 15 и више година са комплетним основним образовањем                    | 2181     |
| 110 | Становништво старосног доба 15 и више година са непотпуним средњим образовањем                   | 1782     |
| 111 | Мушко становништво старосног доба од 15 година и више са непотпуним средњим образовањем          | 938      |
| 112 | Женско становништво старосног доба од 15 година и више са непотпуним средњим образовањем         | 844      |
| 113 | Становништво старо 15 и више година са пуним секундарном образовањем                             | 7659     |
| 114 | Мушко становништво старосног доба од 15 година и више са пуним секундарном образовањем           | 3755     |
| 115 | Женско становништво старосног доба од 15 година и више са пуним секундарном образовањем          | 3904     |
| 116 | Становништво старије од 18 година са постосновним образовањем                                    | 10603    |
| 117 | Мушко становништво старије од 18 година са постосновним образовањем                              | 4956     |
| 118 | Женско становништво старије од 18 година са постосновним образовањем                             | 5647     |
| 119 | Просечна оцена школовања                                                                         | 8.92     |
| 120 | Просечан ниво образовања мушке популације                                                        | 8.98     |
| 121 | Просечан ниво образовања женског становништва                                                    | 8.87     |
| 122 | Економски активно становништво                                                                   | 18199    |
| 123 | Економски активна мушка популација                                                               | 11435    |
| 124 | Економски активна женска популација                                                              | 6764     |
| 125 | Становништво које није економски активно                                                         | 14156    |
| 126 | Мушко становништво које није економски активно                                                   | 3930     |
| 127 | Женско становништво које није економски активно                                                  | 10226    |
| 128 | Запослено становништво                                                                           | 17122    |
| 129 | Запослено мушко становништво                                                                     | 10599    |
| 130 | Запослено женско становништво                                                                    | 6523     |
| 131 | Незапослена популација                                                                           | 1077     |
| 132 | Незапослена мушка популација                                                                     | 836      |
| 133 | Незапослена женска популација                                                                    | 241      |
| 134 | Становништво без права на здравствене услуге                                                     | 14102    |
| 135 | Становништво које има право на здравствене услуге                                                | 28160    |
| 136 | Становништво које има право на ИМСС                                                              | 10748    |
| 137 | Становништво које има право на социјално осигурање                                               | 3134     |
| 138 | Становништво које има право на државно социјално осигурање                                       | 206      |
| 139 | Становништво које има право на опште осигурање или здравствено осигурање за нову генерацију      | 13322    |
| 140 | Становништво које је било једном или није било у браку током 12 година и више                    | 10873    |
| 141 | Венчано или уједињено становништво од 12 година и више                                           | 17744    |
| 142 | Становништво које је било у браку или уједињено 12 година и више                                 | 3831     |
| 143 | Становништво са католичком религијом                                                             | 31149    |
| 144 | Протестанти, еванђелисти и библијски следбеници различити од еванђелиста                         | 6287     |
| 145 | Становништво са другим религијама различитим од претходних                                       | 44       |
| 146 | Становништво без религије                                                                        | 4174     |
| 147 | Укупно пописаних домаћинства                                                                     | 11249    |
| 148 | Пописна домаћинства на челу са мушкарцима                                                        | 7841     |
| 149 | Пописна домаћинства на челу са женама                                                            | 3408     |
| 150 | Становништво у пописним домаћинствима                                                            | 42338    |
| 151 | Становништво у пописним домаћинствима на челу са мушкарцима                                      | 30734    |
| 152 | Становништво у пописним домаћинствима на челу са женама                                          | 11604    |
| 153 | Укупно домаћинстава                                                                              | 17532    |
| 154 | Укупно насељених домаћинстава                                                                    | 11371    |
| 155 | Укупно приватних кућа                                                                            | 17410    |
| 156 | Насељени приватни домови                                                                         | 11249    |
| 157 | Укупно насељених приватних кућа                                                                  | 11369    |
| 158 | Ненасељене приватне куће                                                                         | 2520     |
| 159 | Појединачна домаћинства за привремену употребу                                                   | 3641     |
| 160 | Становници у насељеним приватним кућама                                                          | 42338    |
| 161 | Насељеност станара у приватним становима                                                         | 3.76     |
| 162 | Просечно становника по соби у приватним насељеним домаћинствима                                  | 1.1      |
| 163 | Појединачна домаћинства са подовима од различитих материјала од земље                            | 10415    |
| 164 | Појединачна домаћинства у приземљу                                                               | 786      |
| 165 | Појединачна домаћинства са једном спаваћом собом                                                 | 4392     |
| 166 | Појединачна домаћинства са две спаваће собе и више                                               | 6820     |
| 167 | Појединачна домаћинства са једним собом                                                          | 1127     |
| 168 | Појединачна домаћинства са две собе                                                              | 2349     |
| 169 | Појединачна домаћинства са 3 собе и више                                                         | 7729     |
| 170 | Појединачна домаћинства која имају електрично светло                                             | 11149    |
| 171 | Појединачна домаћинства која немају електрично светло                                            | 60       |
| 172 | Појединачна домаћинства која имају водоводну воду у стамбеном простору                           | 10367    |
| 173 | Појединачна домаћинства која немају водоводну воду у стамбеном простору                          | 830      |
| 174 | Појединачна домаћинства која имају тоалет                                                        | 11015    |
| 175 | Појединачна домаћинства која имају канализацију                                                  | 11014    |
| 176 | Појединачна домаћинства која немају канализацију                                                 | 172      |
| 177 | Појединачна домаћинства која имају електрично светло, довод воде из јавне мреже и канализацију   | 10218    |
| 178 | Појединачна домаћинства без икаквих услова                                                       | 137      |
| 179 | Појединачна домаћинства која имају радио                                                         | 8773     |
| 180 | Појединачна домаћинства која имају телевизор                                                     | 10764    |
| 181 | Појединачна домаћинства која имају фрижидер                                                      | 9833     |
| 182 | Појединачна домаћинства која имају машину за веш                                                 | 7081     |
| 183 | Појединачна домаћинства која имају аутомобил или комби                                           | 4204     |
| 184 | Појединачна домаћинства која имају рачунар                                                       | 2988     |
| 185 | Појединачна домаћинства која имају фиксну телефонску линију                                      | 5514     |
| 186 | Појединачна домаћинства која имају мобилни телефон                                               | 7415     |
| 187 | Појединачна домаћинства која имају приступ интернету                                             | 2134     |
| 188 | Величина локације                                                                                | 9        |